# Стадион Сентенарио де Арменија
Стадион Сентенарио де Арменија (шп. Estadio Centenario de Armenia), је вишенаменски стадион изграђен 1988. године у Арменији, Колумбија. Углавном се користи за фудбалске утакмице и домаћи је стадион за фудбалски клуб Депортес Киндио. Капацитет стадиона је 20.716. гледалаца. 

## Копа Америка 2001.
Стадион је на Копа Америка 2001. угостио репрезентације Уругваја, Костарике, Колумбије и Перу. Одигране су две утакмице једна између репрезентација Костарике и Уругваја а друга између репрезентације Колумбије и Перуа. 
| Уругвај                     | 2 : 1 | Костарика  |
| --------------------------- | ----- | ---------- |
| Лемос 61’ (пен.) · Лима 87’ |       | Ванчоп 52’ |

| Колумбија                           | 3 : 0 | Перу |
| ----------------------------------- | ----- | ---- |
| Аристизабал 50’, 69’ · Ернандез 66’ |       |      |